# Anders Jones

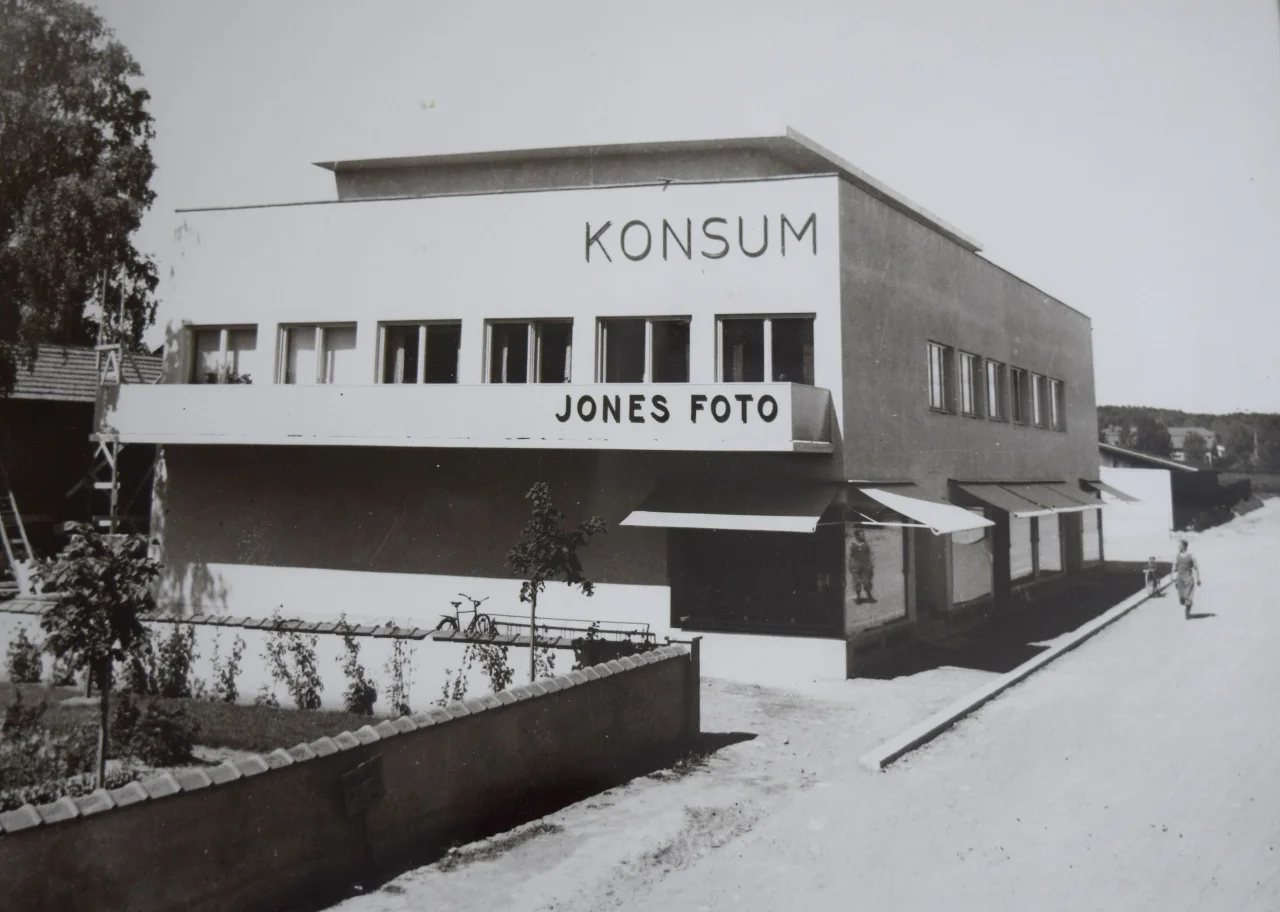
Konsumhuset i Leksand, foto av Anders Jones omkring 1933. Anders Jones hade själv fotoateljé och bostad i huset.

Anders Jones, ursprungligen Jones Anders Matsson, född 1873, död 1961, var en svensk fotograf. Han ritade också karikatyrer och kopierade dalmålningar.
Anders Jones var son till spelmannen och bonden Jones Mats Persson, som 1899 hade öppnat sitt egenhändigt skapade "Leksands Etnografiska Museum" i byn Lisselby omedelbart söder om Leksand. Det blev Dalarnas äldsta hembygdsgård.
Anders Jones var själv folkdansare och spelman och var 1948 en av grundarna av Föreningen Leksands spelmanslag.
Anders Jones började fotografera 1905. Han blev yrkesfotograf 1920, då han tog över Emil Öbergs fotoateljé. 
Omkring 1970 räddades en stor del Anders Jones bilder till eftervärlden. År 1990 tillkom ytterligare några tusen negativ, som legat i ett uthus. Samlingen på omkring 45 000 negativ förvaras idag i Leksands lokalhistoriska arkiv.